# Open
Open – szósty album studyjny angielskiego gitarzysty sceny Canterbury Steve’a Hillage’a, wydany w 1979 roku nakładem wytwórni płytowej Virgin Records.

## Lista utworów
Opracowano na podstawie materiału źródłowego.
Wydanie LP:
Strona A
| 1. | "Day After Day" (Steve Hillage, Miquette Giraudy, Dave Stewart)         | 6:17  |
|    |                                                                         |       |
| 2. | "Getting in Tune" (Hillage)                                             | 3:16  |
|    |                                                                         |       |
| 3. | "Open" (Hillage, Giraudy, Paul Francis)                                 | 5:16  |
|    |                                                                         |       |
| 4. | "Definite Activity" (Hillage, Giraudy, Andy Anderson, Francis, Stewart) | 4:43  |
|    |                                                                         |       |
|    |                                                                         | 19:32 |
|    |                                                                         |       |
Strona B
| 5. | "Don’t Dither Do It" (Hillage)       | 5:04  |
|    |                                      |       |
| 6. | "The Fire Inside" (Hillage, Giraudy) | 6:15  |
|    |                                      |       |
| 7. | "Earthrise" (Umm Kulsum, Hillage)    | 8:34  |
|    |                                      |       |
|    |                                      | 19:53 |
|    |                                      |       |
Wydanie CD (Virgin 2007) + utwory dodatkowe:
| 1.  | "Talking to the Sun" (Steve Hillage, Miquette Giraudy)                                    | 5:59    |
|     |                                                                                           |         |
| 2.  | "1988 Aktivator" (Hillage)                                                                | 2:29    |
|     |                                                                                           |         |
| 3.  | "New Age Synthesis (Unzipping the Zype)" (Hillage, Giraudy, Andy Anderson, John McKenzie) | 8:52    |
|     |                                                                                           |         |
| 4.  | "Healing Feeling" (Hillage, Giraudy)                                                      | 6:05    |
|     |                                                                                           |         |
| 5.  | "Earthrise" (Umm Kulsum, Hillage)                                                         | 8:34    |
|     |                                                                                           |         |
| 6.  | "Open" (Hillage, Giraudy, Paul Francis)                                                   | 5:17    |
|     |                                                                                           |         |
| 7.  | "Definite Activity" (Hillage, Giraudy, Anderson, Francis, Dave Stewart)                   | 4:43    |
|     |                                                                                           |         |
| 8.  | "Getting Better" (Paul McCartney, John Lennon)                                            | 2:59    |
|     |                                                                                           |         |
| 9.  | "Day After Day" (Hillage, Giraudy, Stewart)                                               | 6:19    |
|     |                                                                                           |         |
| 10. | "Getting in Tune" (Hillage)                                                               | 3:15    |
|     |                                                                                           |         |
| 11. | "Don’t Dither Do It" (Hillage)                                                            | 5:04    |
|     |                                                                                           |         |
| 12. | "The Fire Inside" (Hillage, Giraudy)                                                      | 6:14    |
|     |                                                                                           |         |
| 13. | "Don’t Dither Do It (1974 Power Trio Backing Track)" (Hillage) (utwór dodatkowy)          | 4:46    |
|     |                                                                                           |         |
| 14. | "Four Ever Rainbow (Part 3 Alternative Mix)" (Hillage) (utwór dodatkowy)                  | 8:57    |
|     |                                                                                           |         |
|     |                                                                                           | 1:19:33 |
|     |                                                                                           |         |

## Twórcy
Opracowano na podstawie materiału źródłowego.
Muzycy:
- Steve Hillage – gitara elektryczna, sekwencer, vocoder, syntezator Mooga, śpiew
- Miquette Giraudy – syntezatory, vocoder, śpiew
- Andy Anderson - perkusja, instrumenty perkusyjne, vocoder
- Paul Francis – gitara basowa
- Dave Stewart – gitara

Produkcja:
- Steve Hillage – produkcja muzyczna